# Дрезден
Дрезден (глсрп. и длсрп. Drježdźany), у старим српским изворима Дражђани, је град у немачкој савезној држави Саксонија. Смештен је у долини реке Лабе, двадесетак километара од границе са Чешком. Због свог изузетног културно-историјског значаја познат је под надимком „Фиренца на Лаби“. Чувен по својим грађевинама из доба барока и уметничким збиркама. Поседује регионалну шифру (AGS) 14612000, NUTS (DED21) и LOCODE (DE DRS) код.
У Дрездену живи око 512.000 становника, а 1,25 милион у ширем градском подручју. Током последњих шездесетак година у градско подручје је укључен велики број приградских насеља, тако да је Дрезден четврта по величини урбана регија у Немачкој, после Берлина, Хамбурга и Келна. Дрезден припада широј популационој регији која се назива Саксонски троугао.

## Географија
Град се налази у источном делу Немачке, на надморској висини од 113 m. Површина општине износи 328,3 km². Град је подељен на 19 округа. Центар града (Стари град — Алтштат) налази се на левој обали Лабе, где се налазе и четврти Кота, Блазевиц и Плауен. На десној обали реке су Нови град (Нојштат), Лошвиц и Пишен.
Услед свог положаја уз Лабу, Дрезден је често у опасности од поплава. Нарочито опасно је било изливање реке 2002. године. Град од поплава штите два рова ширине 50 m, као и неке површине које су намерно остављене неизграђене.
Дрезден је један од најзеленијих градова Европе, јер шуме и паркови покривају 63% градског подучја. На северу града је шума величине 50 km².

## Клима
| Клима Дрездена, Немачка за 1981–2010, рекордне температуре за 1967-2013 (Извор: ) | Клима Дрездена, Немачка за 1981–2010, рекордне температуре за 1967-2013 (Извор: ) | Клима Дрездена, Немачка за 1981–2010, рекордне температуре за 1967-2013 (Извор: ) | Клима Дрездена, Немачка за 1981–2010, рекордне температуре за 1967-2013 (Извор: ) | Клима Дрездена, Немачка за 1981–2010, рекордне температуре за 1967-2013 (Извор: ) | Клима Дрездена, Немачка за 1981–2010, рекордне температуре за 1967-2013 (Извор: ) | Клима Дрездена, Немачка за 1981–2010, рекордне температуре за 1967-2013 (Извор: ) | Клима Дрездена, Немачка за 1981–2010, рекордне температуре за 1967-2013 (Извор: ) | Клима Дрездена, Немачка за 1981–2010, рекордне температуре за 1967-2013 (Извор: ) | Клима Дрездена, Немачка за 1981–2010, рекордне температуре за 1967-2013 (Извор: ) | Клима Дрездена, Немачка за 1981–2010, рекордне температуре за 1967-2013 (Извор: ) | Клима Дрездена, Немачка за 1981–2010, рекордне температуре за 1967-2013 (Извор: ) | Клима Дрездена, Немачка за 1981–2010, рекордне температуре за 1967-2013 (Извор: ) | Клима Дрездена, Немачка за 1981–2010, рекордне температуре за 1967-2013 (Извор: ) |
| Показатељ \ Месец                                                                 | .Јан.                                                                             | .Феб.                                                                             | .Мар.                                                                             | .Апр.                                                                             | .Мај.                                                                             | .Јун.                                                                             | .Јул.                                                                             | .Авг.                                                                             | .Сеп.                                                                             | .Окт.                                                                             | .Нов.                                                                             | .Дец.                                                                             | .Год.                                                                             |
| --------------------------------------------------------------------------------- | --------------------------------------------------------------------------------- | --------------------------------------------------------------------------------- | --------------------------------------------------------------------------------- | --------------------------------------------------------------------------------- | --------------------------------------------------------------------------------- | --------------------------------------------------------------------------------- | --------------------------------------------------------------------------------- | --------------------------------------------------------------------------------- | --------------------------------------------------------------------------------- | --------------------------------------------------------------------------------- | --------------------------------------------------------------------------------- | --------------------------------------------------------------------------------- | --------------------------------------------------------------------------------- |
| Апсолутни максимум, °C (°F)                                                       | 16,2 (61,2)                                                                       | 19,7 (67,5)                                                                       | 24,4 (75,9)                                                                       | 29,5 (85,1)                                                                       | 31,3 (88,3)                                                                       | 35,3 (95,5)                                                                       | 36,4 (97,5)                                                                       | 37,3 (99,1)                                                                       | 32,3 (90,1)                                                                       | 27,1 (80,8)                                                                       | 19,1 (66,4)                                                                       | 16,4 (61,5)                                                                       | 37,3 (99,1)                                                                       |
| Максимум, °C (°F)                                                                 | 2,7 (36,9)                                                                        | 3,9 (39)                                                                          | 8,3 (46,9)                                                                        | 13,7 (56,7)                                                                       | 18,9 (66)                                                                         | 21,5 (70,7)                                                                       | 24,2 (75,6)                                                                       | 23,8 (74,8)                                                                       | 18,9 (66)                                                                         | 13,6 (56,5)                                                                       | 7,2 (45)                                                                          | 3,5 (38,3)                                                                        | 13,3 (55,9)                                                                       |
| Просек, °C (°F)                                                                   | 0,1 (32,2)                                                                        | 0,9 (33,6)                                                                        | 4,5 (40,1)                                                                        | 9,0 (48,2)                                                                        | 14,0 (57,2)                                                                       | 16,7 (62,1)                                                                       | 19,0 (66,2)                                                                       | 18,6 (65,5)                                                                       | 14,3 (57,7)                                                                       | 9,8 (49,6)                                                                        | 4,5 (40,1)                                                                        | 1,1 (34)                                                                          | 9,4 (48,9)                                                                        |
| Минимум, °C (°F)                                                                  | −2,4 (27,7)                                                                       | −1,9 (28,6)                                                                       | 1,2 (34,2)                                                                        | 4,4 (39,9)                                                                        | 8,9 (48)                                                                          | 11,9 (53,4)                                                                       | 14,0 (57,2)                                                                       | 13,9 (57)                                                                         | 10,4 (50,7)                                                                       | 6,5 (43,7)                                                                        | 2,1 (35,8)                                                                        | −1,2 (29,8)                                                                       | 5,7 (42,3)                                                                        |
| Апсолутни минимум, °C (°F)                                                        | −25,3 (−13,5)                                                                     | −23,0 (−9,4)                                                                      | −16,5 (2,3)                                                                       | −6,3 (20,7)                                                                       | −3,4 (25,9)                                                                       | 1,2 (34,2)                                                                        | 6,7 (44,1)                                                                        | 5,4 (41,7)                                                                        | 1,4 (34,5)                                                                        | −6,0 (21,2)                                                                       | −13,2 (8,2)                                                                       | −21,0 (−5,8)                                                                      | −25,3 (−13,5)                                                                     |
| Количина падавина, mm (in)                                                        | 46,5 (1,831)                                                                      | 34,6 (1,362)                                                                      | 43,2 (1,701)                                                                      | 41,2 (1,622)                                                                      | 64,8 (2,551)                                                                      | 64,6 (2,543)                                                                      | 87,4 (3,441)                                                                      | 83,0 (3,268)                                                                      | 50,2 (1,976)                                                                      | 42,5 (1,673)                                                                      | 53,9 (2,122)                                                                      | 52,1 (2,051)                                                                      | 664,03 (26,1429)                                                                  |
| Сунчани сати — месечни просек                                                     | 62,1                                                                              | 77,8                                                                              | 118,2                                                                             | 170,7                                                                             | 218,7                                                                             | 202,3                                                                             | 222,6                                                                             | 212,9                                                                             | 152,0                                                                             | 122,4                                                                             | 64,5                                                                              | 55,1                                                                              | 1.679,37                                                                          |
| Извор: Data derived from Deutscher Wetterdienst                                   |                                                                                   |                                                                                   |                                                                                   |                                                                                   |                                                                                   |                                                                                   |                                                                                   |                                                                                   |                                                                                   |                                                                                   |                                                                                   |                                                                                   |                                                                                   |

## Историја
Иако је Дрезден релативно млад град словенског порекла, прва насеља (земљорадника и риболоваца) на подручју града датирају још из неолита (7500 година п. н. е.). У 12. веку Словени су основали град на јужној обали Елбе под називом Drežďany (старолужичкосрпски назив за становнике мочвара, односно шума на мочварним речним обалама), који је убрзо постао највећи град у региону, највише захваљујући развоју рударства на Рудној гори. У град се претежно насељавало немачко становништво.
Од 1206. привремено је седиште грофа, а од 1270. главни град Максгрофовије Meissen и назива се Civitas Dresdene.
Од 1485. у граду је столовао војвода Саксоније који је од 1547. био изборни кнез Светог римског царства (имао је право да бира цара).
За време кнеза Фридрика Августа који је уз Саксонију постао и краљ Пољско-литванске уније (Август II Јаки), почетком 18. века у граду се развија уметност (кнез је доводио уметнике из целе Европе). У Дрездену је Фридрих Шилер написао текст Оде радости.
Град је претрпео знатна оштећења Седмогодишњем рату (1756—1763). За време Наполеоновог похода 1813. био је база француске војске и у близини града је вођена једна од битка код Дрездена.
Дрезден 1806. године постаје главни град самосталне Краљевине Саксоније, која је од 1871. део уједињене Немачке. Дрезден је био један од главних центара Немачке револуције 1848/1849. (мајски устанак у којем је оштећен центар града). У то доба град се брзо индустријализује због чега се нагло повећава број становника.
Почетком 20. века посебно се развија уметност због чега град називају Фиренцом на Лаби.
Дрезден је доживео своје најтеже раздобље у историји током Другог светског рата када је био најбомбардованији град у Европи. Британска и америчка авијација су између 13–14. фебруара 1945. извеле масовно бомбардовање током којег је погинуло преко 25.000 људи, а око 80% града било је уништено. Овај напад је остао контроверзна тема за историчаре, јер са војног становишта није имао много смисла. Постоји и опречно мишљење да и поред тога што у Дрездену није било индустрије у Дрездену су се налазиле многе научне установе, јак универзитет и развојне лабораторије. Такође, пошто се приближавао крај рата процена је била да ће тај део потпасти под руску сферу интереса. Многи од споменика културе су обновљени после рата.
Након рата, Дрезден је постао део Немачке Демократске Републике и један од њених најважнијих индустријских центара.
Град је обновљен у реал-социјалистичком стилу, али су значајни културно-историјски споменици верно реконструисани, а већи део града обновљен према предратном изгледу. Рушевине из рата су постојале све до краја двадесетог века.
Након уједињења Немачке, Дрезден добија нове подстицаје за развој.
Велика поплава из 2002. године, кад се ниво реке Лабе подигао девет метара више од нормалног, нанела је Дрездену велике штете.
Град има нарочито много споменика из доба барока:
Опера Земпер (названа по архитекти), Палата Цвингер, Богородичина протестантска црква, Дворска римокатоличка црква, Државни музеј Дрезден (са Галеријом старих мајстора и „Зеленим трезором“) итд.
Данас је Дрезден важан културни, политички и економски центар. Од индустрије предњаче: аутомобилска, израда полупроводника, сатова и оптичких инструмената.
Историјски центар Дрездена са барокним замком, црквом, опером, музејом и долином реке од 18 км је стављен на листу Светске баштине Унеска 2004, али је са ње скинут на лето 2009, као прва баштина у Европи са којом је тако поступљено, када су саксонске власти одлучиле да упркос противљењу Унеска изграде модеран мост са четири траке.

## Становништво
У самом граду је, према процени из 2010. године, живело 512.234 становника. Просечна густина насељености износи 1.560 становника/km².

## Спорт
- ФК Динамо Дрезден

## Партнерски градови
| Мјесто          | Држава               | Врста сарадње | Од    |
| --------------- | -------------------- | ------------- | ----- |
| Вроцлав         | Пољска               | партнерство   | 1959. |
| Скопље          | Северна Македонија   | партнерство   | 1967. |
| Хангџоу         | Кина                 | партнерство   | 2009. |
| Ковентри        | Уједињено Краљевство | партнерство   | 1959. |
| Коламбус        | САД                  | партнерство   | 1992. |
| Салцбург        | Аустрија             | партнерство   | 1991. |
| Стразбур        | Француска            | партнерство   | 1990. |
| Ротердам        | Холандија            | партнерство   | 1988. |
| Фиренца         | Италија              | партнерство   | 1978. |
| Бразавил        | Конго                | партнерство   | 1975. |
| Острава         | Чешка                | партнерство   | 1971. |
| Санкт Петербург | Русија               | партнерство   | 1961. |
| Извор           |                      |               |       |

## Галерија
- Албертов трг
- Богородична црква
- Мурал са приказом владара Саксоније
- Дворац Пилниц
- Бивша фабрика цигарета Јенидзе
- Златни коњаник - Август Јаки
- Опера Земпер
- Улаз у дворац Цвингер